# Schizotetranychus oryzae
Schizotetranychus oryzae är en spindeldjursart som beskrevs av Rossi de Simons 1966. Schizotetranychus oryzae ingår i släktet Schizotetranychus och familjen Tetranychidae. Inga underarter finns listade i Catalogue of Life.